# Малая лисица
Малая лисица (лат. Atelocynus microtis) — хищное млекопитающее семейства псовых, единственный представитель рода Atelocynus.

## Внешний вид
Малая лисица — хищное животное средних размеров (97—130 см в длину, 35 в высоту, весом обычно около 9-10 кг), с короткими лапами и плотно сложенным телом. Морда длинная и тонкая с небольшими ушами (34—52 мм), расположенными по бокам головы. Спина лисицы зачастую окрашена в рыжевато-серый либо чёрный цвет, в то время как низ — светло-рыжий. Живот — рыжевато-коричневый. Хвост пушистый, тёмный (часто чёрный) до 35 см в длину и помогает животному быстро менять направление бега. Между пальцами лап расположены частично редуцированные перепонки, свидетельствующие о полуводном образе жизни этого хищника. У малой лисицы 42 зуба, как и у всех хищников. Кончики зубов, торчащие изо рта, видно даже когда рот плотно закрыт.

## Размножение
Малая лисица ведёт одиночный образ жизни, но в брачный период образуются пары. Сам период приходится на сезон засухи. Потомство небольшое, на свет появляется всего около 2-4 особей, что говорит о низкой репродуктивной способности вида.

## Распространение, среда обитания
Обитает малая лисица в тропических лесах в бассейне Амазонки на территории Бразилии, Перу, Эквадора и Колумбии. Встречали его также в верховьях Ориноко (Колумбия) и в верховьях Параны (Бразилия). Обычной дикой средой обитания для малой лисицы является влажный тропический лес. Изо всех псовых лишь этот вид приспособился к проживанию в условиях тропического леса на высоте от 1200 до 2000 м над уровнем моря. Селятся по возможности дальше от человека и близко к источнику воды и пищи. Малую лисицу очень редко встречали неподалёку от селений и городов.

## Питание
Преимущественно характерен мясной рацион, который включает 28 % рыбы, 17 % насекомых, 13 % мелких млекопитающих, 10 % птицы, 4 % лягушки, 3 % рептилии, остальное — фрукты и другая растительная пища (но она в недостатке). В неволе лиса предпочитает сырое мясо.

## Поведение в неволе и на воле
Те аборигены, которые видели малую лисицу, утверждали, что они не сбиваются в стаи и ведут себя по отношению к человеку неагрессивно.
Пойманные представители вида вели себя в непривычных условиях точно наоборот: агрессивно и пугливо, пытались укусить приближающегося человека, рычали. Позже поведение менялось, становилось мягким, что свидетельствует о возможности приручения малой лисицы.

## Популяция, сохранение вида
О популяции известно то, что несмотря на широкий ареал, представителей вида осталось очень мало. Данный вид внесён в Красные книги Бразилии и Колумбии, но не входит в Приложения конвенции СИТЕС (CITES). Однако, он включён в бразильский список видов, которые находятся под угрозой вымирания и поэтому юридически защищён в Бразилии, а также включён в предварительный список Колумбийских видов, находящихся под угрозой уничтожения.